# Banditen ohne Maske
Banditen ohne Maske (Originaltitel: Abilene Town) ist ein US-amerikanischer Western aus dem Jahr 1946 von Edwin L. Marin mit Randolph Scott und Ann Dvorak in den Hauptrollen. Das Drehbuch basiert auf dem Roman Trail Town (dt. Titel Der Marshal von River Bend) von Ernest Haycox.

## Handlung
Im Jahr 1870 ist Abilene eine wilde, lärmende Stadt am Ende des 1.600 Kilometer langen Chisholm Trails. Als Schüsse einen Gottesdienst unterbrechen, verlässt Abilenes Marshal Dan Mitchell die Kirche, um Nachforschungen anzustellen. Mit den Schüssen zeigen die Viehzüchter ihre Zustimmung zum Auftritt der Entertainerin Rita in der örtlichen Kneipe. Nachdem Dan die Waffen konfisziert hat, erinnert er die Männer daran, dass alle Waffen an der Tür abgegeben werden müssen. Trotz Dans Warnungen führt ein Streit bei einem Kartenspiel zur Ermordung eines der Männer des Viehzüchters Cap Ryker. Als Dan Rykers Männern die Rache an dem Mörder verweigert, drohen sie, die Stadt niederbrennen.
Neben den widerspenstigen Cowboys sind die Einwohner von Abilene auch von der kürzlichen Ankunft von Siedlern beunruhigt, die entlang des Trails, der der Regierung gehört, Farmen und Zäune bauen wollen. Charlie Fair, der Besitzer des Saloons, der seinen Lebensunterhalt mit den Cowboys verdient, befürchtet, dass die Händler entdecken könnten, dass sie mit den Siedlern mehr verdienen können, und sich mit ihnen gegen die Viehzüchter verbünden könnten. In dieser Nacht zünden einige von Charlies Männern die Gehöfte an, wobei ein Farmer wird getötet. Ein Siedler erkennt Jet Younger unter den Angreifern. Sheriff Trimble organisiert eine Truppe, um nach ihm zu suchen. Obwohl die Verbrechen nicht in Dans Zuständigkeitsbereich stattgefunden haben, schließt er sich der Truppe an, überzeugt, dass Trimble nicht die Absicht hat, Younger zu finden. Dans Verdacht erweist sich als richtig und als der Sheriff erfährt, dass Dan vorhat, in einem alten Minenschacht nach Younger zu suchen, schlägt er Dan bewusstlos und fesselt ihn. Nachdem Dan sich befreit hat, durchsucht er den Minenschacht und findet Younger dort. Trotz Trimbles Doppelzüngigkeit erlaubt Dan dem Sheriff, Younger den wartenden Stadtbewohnern zu übergeben. Als Dan Rita in ihrem Zimmer besucht, entkommt Younger. Dan erfährt von der Flucht, verfolgt Younger und erschießt ihn.
Die Siedler beschließen nun, die Weiden einzuzäunen, aber Ed Balder, Abilenes führender Kaufmann, weigert sich, ihnen den Draht zu verkaufen. Beeindruckt von den Argumenten des jungen Farmers Henry Dreiser erklärt sich Sherry Balder, Eds Tochter, jedoch bereit, den Siedlern zu helfen. Als Rykers Männer mit dem Vieh die Zäune erreichen, treiben sie die Herde trotz der Absperrungen wütend über das Land. Da er einen Kampf erwartet, bittet Dan die Siedler, sich in der Stadt zu treffen. Er lässt die Cowboys Dampf ablassen, indem sie die Saloons zerstören, und verhaftet dann Ryker. Als Ryker sich der Verhaftung widersetzt, ist Dan gezwungen, ihn zu töten, aber die Cowboys stimmen zu, die Stadt zu verlassen, als sie die bewaffneten Siedler sehen. Jetzt, da es in der Stadt ruhig ist, planen Rita und Dan ihre Hochzeit, ebenso wie Henry und Sherry.

## Hintergrund
Duncan Cramer oblag die künstlerische Leitung. Otho Lovering leitete die Schnitt-Abteilung, Sammy Lee arbeitete als Choreograf, Nat W. Finston als musikalischer Direktor.
Paul Brinegar gab sein Filmdebüt.

## Synchronisation
Eine deutsche Synchronfassung entstand 1981 im Auftrag der Studio Hamburg Atelierbetriebsgesellschaft mbH.
| Rolle           | Schauspieler   | Deutscher Synchronsprecher |
| --------------- | -------------- | -------------------------- |
| Dan Mitchell    | Randolph Scott | Horst Stark                |
| Sheriff Trimble | Edgar Buchanan | Gerd Duwner                |
| Henry Dreiser   | Lloyd Bridges  | Joachim Richert            |

## Veröffentlichung
Die Premiere des Films fand am 11. Januar 1946 statt. In der Bundesrepublik Deutschland kam er am 6. März 1953 in die Kinos, in Österreich im Juli 1953. Er wurde auch unter den Titeln Abilene Town – Banditen ohne Maske und Die wilde Meute gezeigt.

## Kritiken
Der Filmkritiken-Aggregator Rotten Tomatoes hat in einer Auswertung von über 1.000 User-Kritiken ein Publikumsergebnis von 54 Prozent positiver Bewertungen ermittelt.
Bosley Crowther von der The New York Times befand, Jules Levey, der Produzent, habe seine Kamera auf diese Kreuzung in Kansas gerichtet und sei mit einem Western auf die Bühne gekommen, der vielleicht Geschichte sei oder nicht, der aber Liebhaber dieses Genres sicherlich zufriedenstellen dürfte. Zwar handele es sich im Grunde genommen um eine Pferdeoper, in der mit Musik nicht gespart werde, aber sie sei mit Geschmack und Tempo ausgestattet, und die Schießereien und Kämpfe seien hemmungslos.
Dennis Schwartz schrieb, Regisseur Edward L. Marin sorge für Action, verstricke sich aber in einer unglaubwürdigen Dreiecksbeziehung und einem übertriebenen Running Gag um den feigen und tollpatschigen Sheriff Trimble. Doch Star Randolph Scott rettete nicht nur die Stadt, sondern mit seiner charismatischen Präsenz auch den Film.
Derek Winnert notierte, dass das Drehbuch auf dem hervorragenden Roman von Ernest Haycox basiere, dessen Charakterisierungen und Komplexitäten in diesem Routine-Western, der sich an eine bewährte Formel halte und stetig auf ein vorhersehbares Ende zusteuere, leider weitgehend verloren gehe.
Das Lexikon des internationalen Films schrieb: „Zügig inszenierter Western der Mittelklasse mit humoristischen Elementen.“
Die Filmzeitschrift Cinema befand: „Gut besetzter, sympathischer B-Western.“